# 一之瀬村 (岐阜県)
一之瀬村（いちのせむら）は、かつて岐阜県養老郡に存在した町である。
合併で上石津村（後の上石津町）になり、現在は大垣市上石津地域自治区の北部である。牧田川沿いに位置する。

## 歴史
- 江戸時代末期、この地域は美濃国石津郡であり、尾張藩領などであった。
- 1878年（明治11年） - 石津郡は上石津郡と下石津郡に分割され、この地域は上石津郡となる。
- 1889年（明治22年）7月1日 - 町村制により、一之瀬村が成立。
- 1897年（明治30年）4月1日[1] - 郡制に基づき、上石津郡と多芸郡の一部が合併し、養老郡になる。
- 1955年（昭和30年）1月15日 - 時村、牧田村、多良村と合併し、上石津村となる。同日、一之瀬村廃止。

## 小字
坂田･押水･辰田･多仁･前田･殿垣外･鴻ノ巣･野々垣外･戸井口･久手･奥久手･上畑田･下畑田･巾坂･大堤内･志水･川東･金山･奥山･川西

## 学校
- 一之瀬村立一之瀬小学校（現・大垣市立一之瀬小学校）

中学校は牧田村の組合立日彰中学校（1947年開校）。1949年4月から1951年3月の短い期間であるが、一之瀬村立一之瀬中学校が存在した。

## 神社・仏閣
- 長彦神社
- 天喜寺